# Angadimogar
Angadimogar est un village situé dans le district de Kasaragod, dans l'État de Kerala, en Inde.